# ثعلب سريع
الثعلب السريع أو ثعلب كندا هو نوع من أنواع ثعلب يتميز بلونهة البرتقالي-الاسمر وحجمه الصغير يتواجد في المراعي الغربية لأمريكا الشمالية مثل كولارادو، نيو مكسيكو، وتكساس.يعيش أيضا في مانيتوبا وساسكاتشوان وألبرتا في كندا، ولكنه انقرض من تلك المناطق.
يعيش الثعلب السريع في الحصاري والبراري القصيرة العشب.
مثل معظم الثعالب يتغذى الثعلب السريع على النبات والحيوان، ويتبع نظام غذائي يشمل الأعشاب والفواكه وكذلك الثديات الصغيرة، الجيف، والحشرات في البرية. العمر الافتراضي له هو ثلاث إلى ست سنوات، ويلد مرة واحد سنوياً في الفترة من اواخر كانون الأول إلى آذار وفقا للمناطق الجغرافية. يولد الجراء في الفترة بين اذار إلى منتصف ايار، ويفطم في الاسبوع السادس أو السابع من عمره.

## الوصف
يكون لون الثعلب السريع رمادي داكن-مسمر ليمتد إلى لون اصفر مسمر عند جانبيه وارجله. اما الحنجرة والصدر والبطن تتراوح بين الأصفر الباهت إلى الأبيض. ذيله يتميز بلون أسود عند طرفه وبقع سوداء عند فمه. أذنيه طويلة بشكل ملحوظ.ارتفاع الثعلب السريع تقريبا 12 بوصة (30 سم) وطوله 31 بوصة (79 سم) قياسا من الرأس إلى الذيل أو تقريبا بحجم القطة المنزلية. يتراوح وزنه من حوالي 5-7 باوند، الذكور والإناث متشابهة في المظهر ويكون الذكور أكبر قليلا.

## حياته اليومية
في البرية الثعلب السريع يعيش حوالي 3-6 سنوات ولكن قد يعيش إلى 14 سنة في الاحتجاز. حياته ليلة في العادة فيقضي المساء وأغلب الليل على سطح الأرض في الصيف بينما يقضي النهار في وكره، ولكنه أحياناً يقضي نهاره فوق سطح الأرض في الشتاء.
الثعلب السريع يعتمد كلياً على وكره أكثر من بقية الثعالب في أمريكا الشمالية إذ يستعمله كملجأ من الحيوانات المفترسة. هذه الاوكار عادة تكون جحور تحت الأرض يتراوح طولها بين اثنين إلى أربعة امتار. هذا النوع من الثعالب معروف بسرعته إذ تصل سرعته إلى 50 كم\س.المفترس الوحيد للثعلب السريع هو الذئب، ولكن لا ياكله في أغلب الأحيان. وهناك حيوانات أخرى مفترسة للثعلب السريع مثل النسر الذهبي والغرير الأمريكي. وهو أيضاَ عرضة للاصطياد والتسمم والدهس على الطرق السريعة.

## التزاوج والإنجاب
يختلف موسم التزواج للثعلب السريع حسب المنطقة التي يتواجد فيها. في جنوب الولايات المتحدة، تتزاوج بين كانون الأول وشباط وتلد جراء بين آذار وبداية نيسان. بينما في كندا يبدأ موسم التكاثر في آذار وتولد الجراء في اواسط أيار. الذكر يبلغ ويمكن أن يقترن في السنة الأولى بينما على الانثى الانتظار للسنة الثانية للتزاوج. تعيش الثعالب السريعة البالغة في ازواج غالباً بينما يعيش البعض منهم منفردين والبعض منهم يختار شريك كل سنة. الحمل يستغرق تقريبا 51 يوما ويمكن أن تلد الانثى 4-5 جراء في كل مرة.
تولد الجراء في الوكر وتبقى هناك ما يقرب الشهر الواحد. الجراء الحديثة الولادة تبقى مغلقة الاعين والاذنين لـ 10 أو 15 يوماً، وتبقى معتمدة على الأم في التغذية والحماية خلال هذا الوقت. يفطم الجرو عادة في الاسبوع السادس أو السابع ويبقى مع والديه حتى الخريف. البحوث الحديثة كشفت تصرفات اجتماعية غير معتادة للثعلب السريع تختلف عن بقية الثعالب لأنها مبنية على الإناث. الإناث هي التي تحتل الأراضي والذكور تهاجر من المنطقة في حالة موت الانثى أو إزالتها عن المنطقة.

## النظام الغذائي
مثل أغلب الثعالب الثعلب السريع هو نباتي-حيواني. الارانب والفئران والسناجب البرية والطيور والحشرات والسحالي هي الغذاء اليومي له. بينما الأعشاب والفواكه هي إضافة لنظامه الغذائي. ومثل أي حيوان جامع للمؤن فالثعلب السريع يستفاد بشكل كبير من الاطعمة الموسمية. خلال الصيف تتناول الثعالب السريعة البالغة كميات كبيرة من الحشرات بما في ذلك الجنادب والخنافس وتطعم الثعالب السريعة اليافعة أجزاء كبيرة من الفرائس. الغزلان وغيرها من الجيف تكون مصدر أساسي للغذاء.